# Obus-Museum Solingen

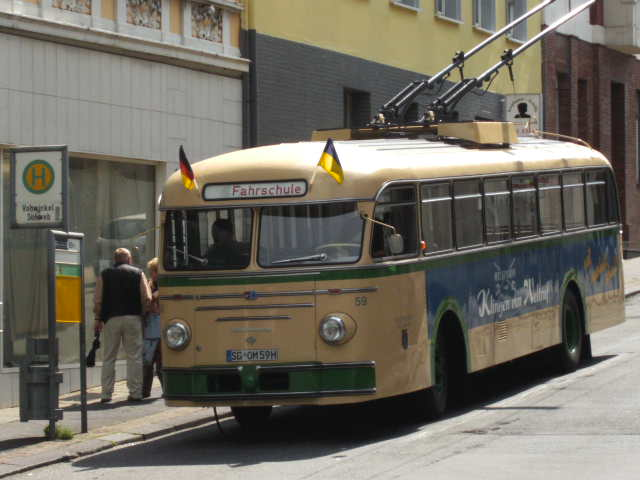
Henschel ÜHIIIs 59 nach seiner Restaurierung

Das Obus-Museum Solingen ist ein eingetragener Verein, der ausrangierte Fahrzeuge der Stadtwerke Solingen wieder aufarbeitet und der Nachwelt zugänglich macht. Überdies werden Materialien wie Schriften und Bilder rund um den Oberleitungsbus gesammelt. Der Bestand des Museums reicht von Oberleitungsbussen über ausgemusterte Dieselbusse hin zu einem Obus-Anhänger und einem Turmwagen.
Der Verein hat rund 100 Mitglieder und seinen Sitz auf dem Betriebsgelände der Solinger Stadtwerke in Solingen-Mitte. Er nutzt dort Lagerflächen zum Unterstellen der Fahrzeuge. Der Verein selbst versteht sich als fahrendes Museum, ist nur nach vorheriger Absprache zu besichtigen und besitzt mithin keine regelmäßigen Öffnungszeiten.

## Geschichte
Der Verein wurde am 2. Juli 1999 zwecks Übernahme des Solinger Obus Henschel ÜHIIIs mit der Wagennummer 59 gegründet. In der Folgezeit wurden weitere Fahrzeuge aufgekauft oder von den Stadtwerken übernommen. In Kooperation mit der Stadtwerke und Wilkinson erscheinen regelmäßig neue Modelle von den Solinger Oberleitungs- und Dieselbussen im Maßstab H0. O-Bus 42 fährt im Schülerverkehr und in Spitzenzeiten für die Stadtwerke. In erster Linie sollen dadurch Standschäden vermieden werden. Mit einer Geldspende des Solinger Tageblattes wurde O-Bus 5 in seine alte Lackierung beige-grün umlackiert. Zuvor trug er das aktuelle SWS-Design, gelb und blau auf einem hellgrauen Hintergrund und eine Werbung für die Regionale 2006. Mit Hilfe von Fördermitteln der Regionale wurde O-Bus 59 restauriert. Durch das Sponsoring der Solinger Firma Wüsthof erhielt O-Bus 42 seine Gleichstrom-E-Ausrüstung zurück.
Nach jahrelangen Verhandlungen gelang es dem Verein zuletzt, einen historischen TS 3 aus dem Jahr 1973 in den Museumsbestand zu überführen, nachdem dieser nach seiner Ausmusterung im Jahre 1989 in die argentinische Stadt Mendoza verkauft worden war. Er wurde im Jahre 2014 verschifft und erreichte Solingen Mitte September gleichen Jahres.
Im November 2015 wurde der restaurierte Obus-Anhänger Orion WH112 der Presse vorgestellt. Das Fahrzeug wurde 2008 entkernt, fahrwerkstechnisch aufgearbeitet und ab 2010 der Innenausbau bewerkstelligt. Sponsor des Wagens ist die Solinger Schneidwarenfirma Emil Schmidt.
Im Juni 2017 konnte der restaurierte Anhänger wieder für den Fahrgastverkehr zugelassen werden.
Weitere Verhandlungen haben dem Museum zudem zur Rückführung eines Fahrzeugs vom Typ TS 1 geholfen. Der ehemalige Solinger Wagen 10 – ex-Mendoza 80 – wurde am 19. September 2019 in Mendoza verladen, war vom 29. September bis zur Ankunft im Hamburger Hafen am 30. Oktober auf dem Atlantik unterwegs und befindet sich seit den Abendstunden des 5. November 2019 wieder auf dem Betriebshof in Solingen. Das Fahrzeug war beladen mit zahlreichen Ersatzteilen und ist als reines Ausstellungsmodell ohne Fahrfunktion wieder aufgearbeitet worden.
Der MAN SG200HO Obus 5 verließ im Sommer 2023 Solingen zu einer externen Karosserieaufarbeitung. Nach der Rückkehr werden durch den Verein die elektrischen Anlagen wieder montiert und das Fahrzeug wieder in Betrieb genommen.

## Museumsbestand

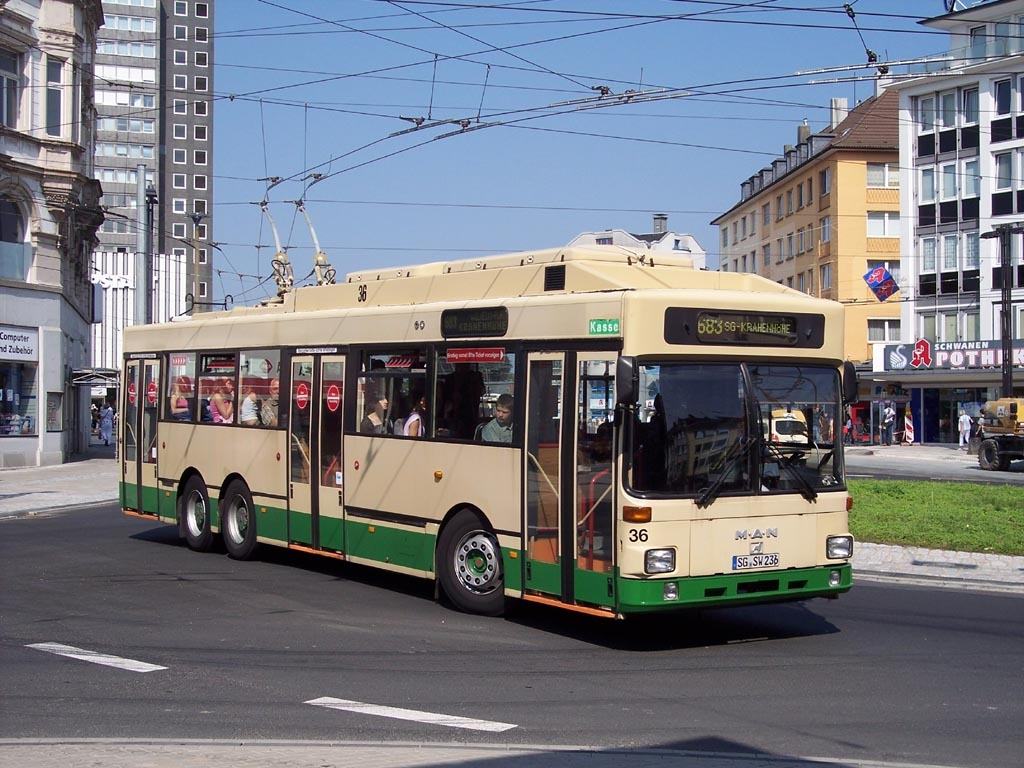
Ein MAN SL 172 HO, baugleich zum im Besitz des Museums befindlichen Wagen 42

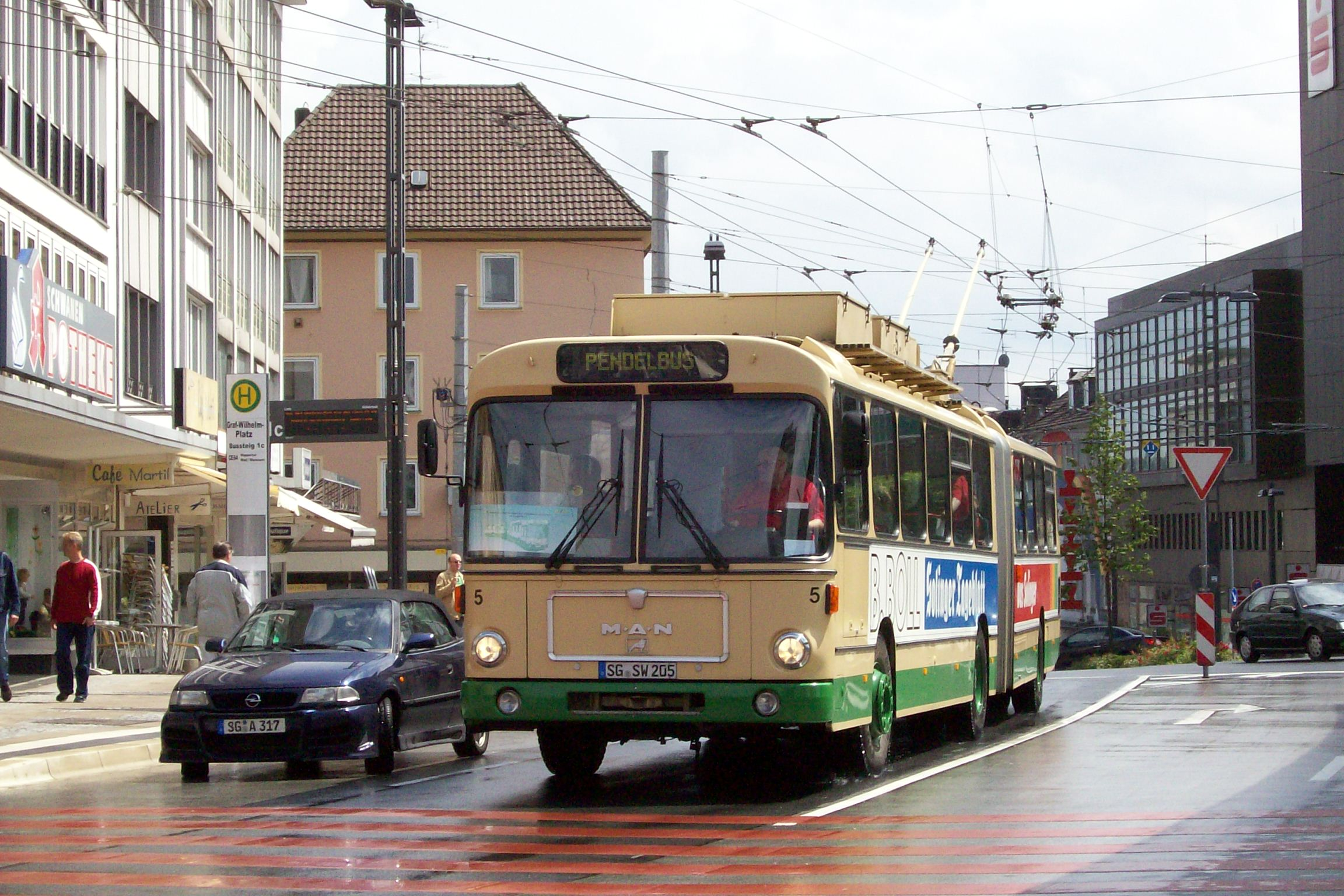
Der MAN SG 200 HO des Obus-Museums

Der Museumsbestand umfasst die folgenden Fahrzeuge:
| Wagennummer | Typ                            | Erstzulassung     | Ausmusterung bei den SWS | Zustand                                  |
| ----------- | ------------------------------ | ----------------- | ------------------------ | ---------------------------------------- |
| 59          | ÜHIIIs                         | 18. Dezember 1959 | 23. Februar 1984         | fahrbereit                               |
| 10          | TS 1                           | 28. März 1969     | 28. November 1984        | Optisch aufgearbeitet                    |
| 68          | TS 3                           | 7. Juni 1974      | 5. Januar 1988           | in Aufarbeitung                          |
| 42          | MAN SL 172 HO                  | 29. Dezember 1986 | 2008                     | fahrbereit                               |
| 5           | MAN SG 200 HO                  | 26. November 1984 | 7. Mai 2003              | in ext. Aufarbeitung                     |
| 151         | Mercedes-Benz O 305            | 24. November 1982 | 9. Mai 2001              | fahrbereit                               |
| 06          | Orion WH112                    | 1956              | Schrottplatz bis 2005    | fahrbereit                               |
| 104         | MAN-Schörling 13.168 Turmwagen | 1981              | 2002                     | fahrbereit, jedoch ohne Straßenzulassung |
| 179         | Kabelanhänger                  | 1956              |                          | fahrbereit, jedoch ohne Straßenzulassung |
| 161         | Daimler-Benz O 322             | 1964              | 1970er Jahre             | Fahrzeug ist nicht betriebsfähig         |
| 653         | Mercedes-Benz O 405 GN2        | 6. Februar 1996   | Dezember 2014            | fahrbereit, jedoch ohne Straßenzulassung |
| 171         | Berkhof Premier AT 18          | 12. Februar 2001  | 31. Januar 2023          | fahrbereit                               |

## Öffentliche Sonderfahrten
Jährlich zwischen April und Oktober organisiert das Obus-Museum Fahrten mit den historischen Fahrzeugen, die nach einem festen Fahrplan durch die Stadt fahren. Die Fahrtrouten variieren jedes Jahr, ein beliebtes Ziel ist die Drehscheibe in Solingen-Unterburg.